# Gbanbiri
Gbanbiri est un village camerounais de la région de l'Est. Il dépend du département de Lom-et-Djérem, de la commune de Bétaré-Oya et du canton de Yayoué. Il se trouve sur la route de Bétaré-Oya à Mararaba et à Mabélé. 

## Population
Selon le recensement de 2005, il y avait 285 habitants. Il y en avait 180 en 2011. 

## Infrastructures
D'après le plan communal de développement de Bétaré-Oya de 2011, il était prévu d'aménager à Gbanbiri une des dix aires de séchage de manioc de la commune, ainsi qu'un forage et un puits d'eau. Ce plan prévoit aussi l'électrification du village.